# Lijst van internationale juridische organisaties in Den Haag
Den Haag kent een groot aantal internationale juridische organisaties:
- Haagse Conferentie voor Internationaal Privaatrecht
- Vredespaleis (1913) en Bibliotheek
- Permanent Hof van Arbitrage
- Permanent Hof van Internationale Justitie (1922-1946)
- Internationaal Gerechtshof (1946)
- Internationaal Strafhof (ICC/CPI) (2002)
- Joegoslavië-tribunaal (ICTY) (1993)
- Europol
- Eurojust (2002)
- Organisatie voor het Verbod op Chemische Wapens (OVCW / OPCW)
- United Nations Detention Unit (UNDU) in het Penitentiair complex Scheveningen
- Iran-Verenigde Staten Claims Tribunaal (1981)
- Benelux Merkenbureau (tot 1 september 2006)
- Benelux Bureau voor Tekeningen of modellen (tot 1 september 2006)
- Benelux-Bureau voor de Intellectuele Eigendom (BBIE) (vanaf 1 september 2006)

## Galerij

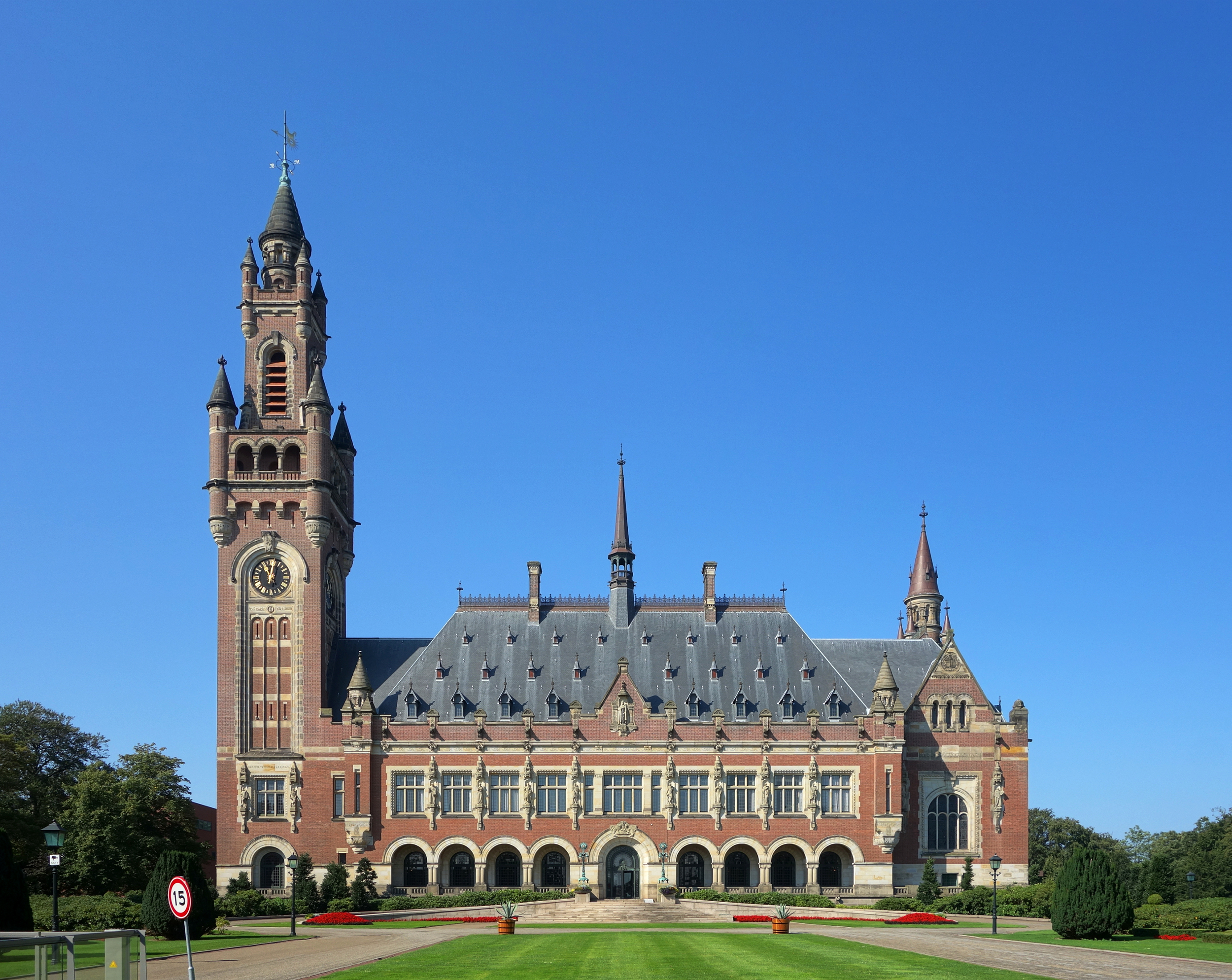
Vredespaleis
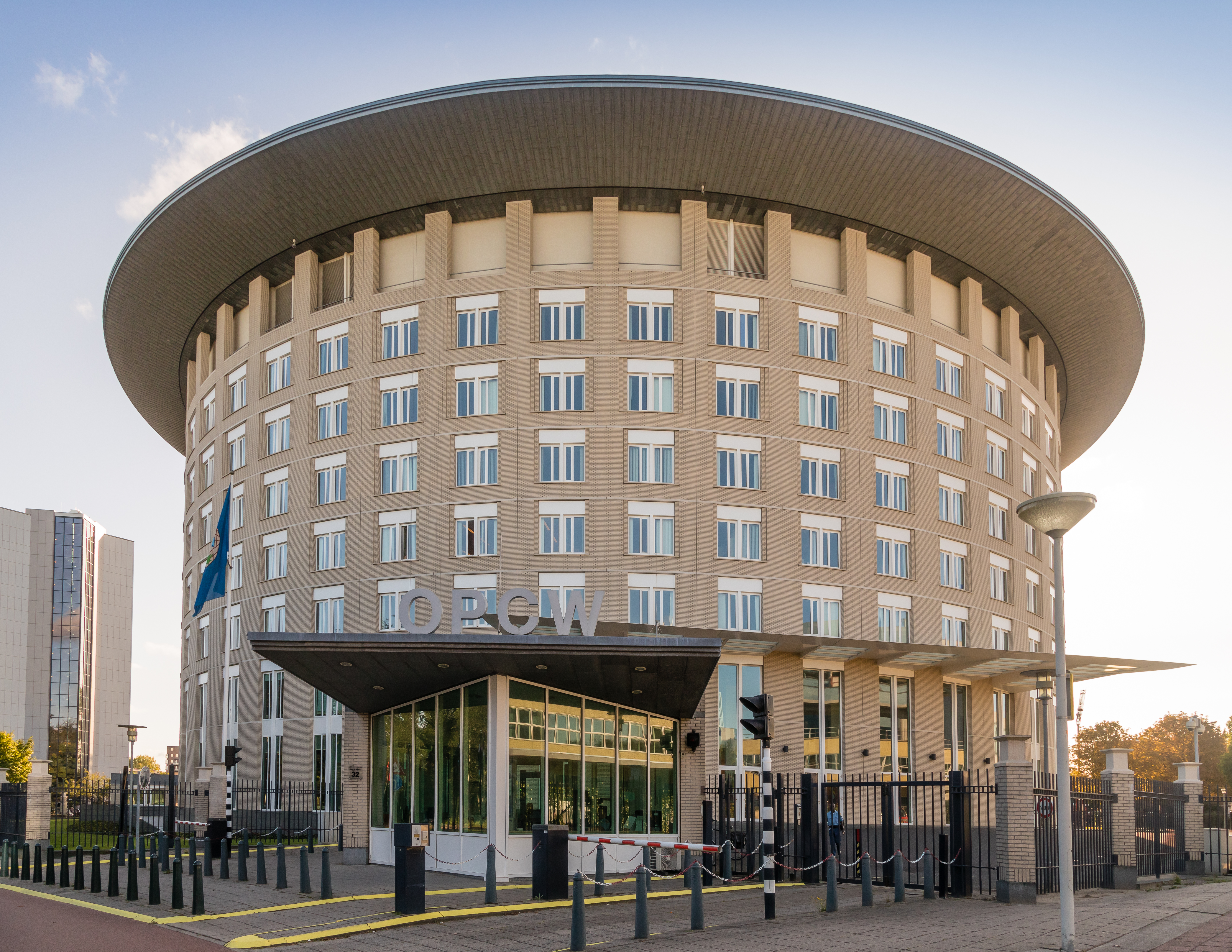
OPCW
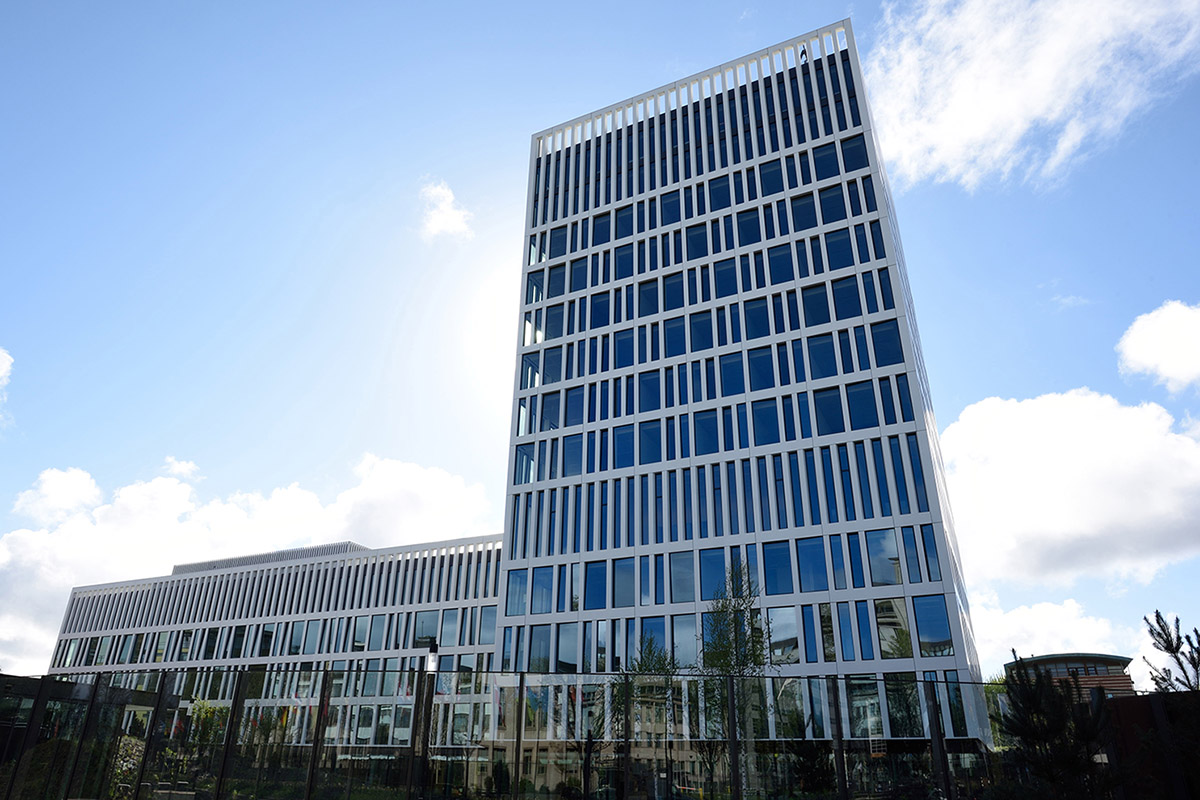
Eurojust
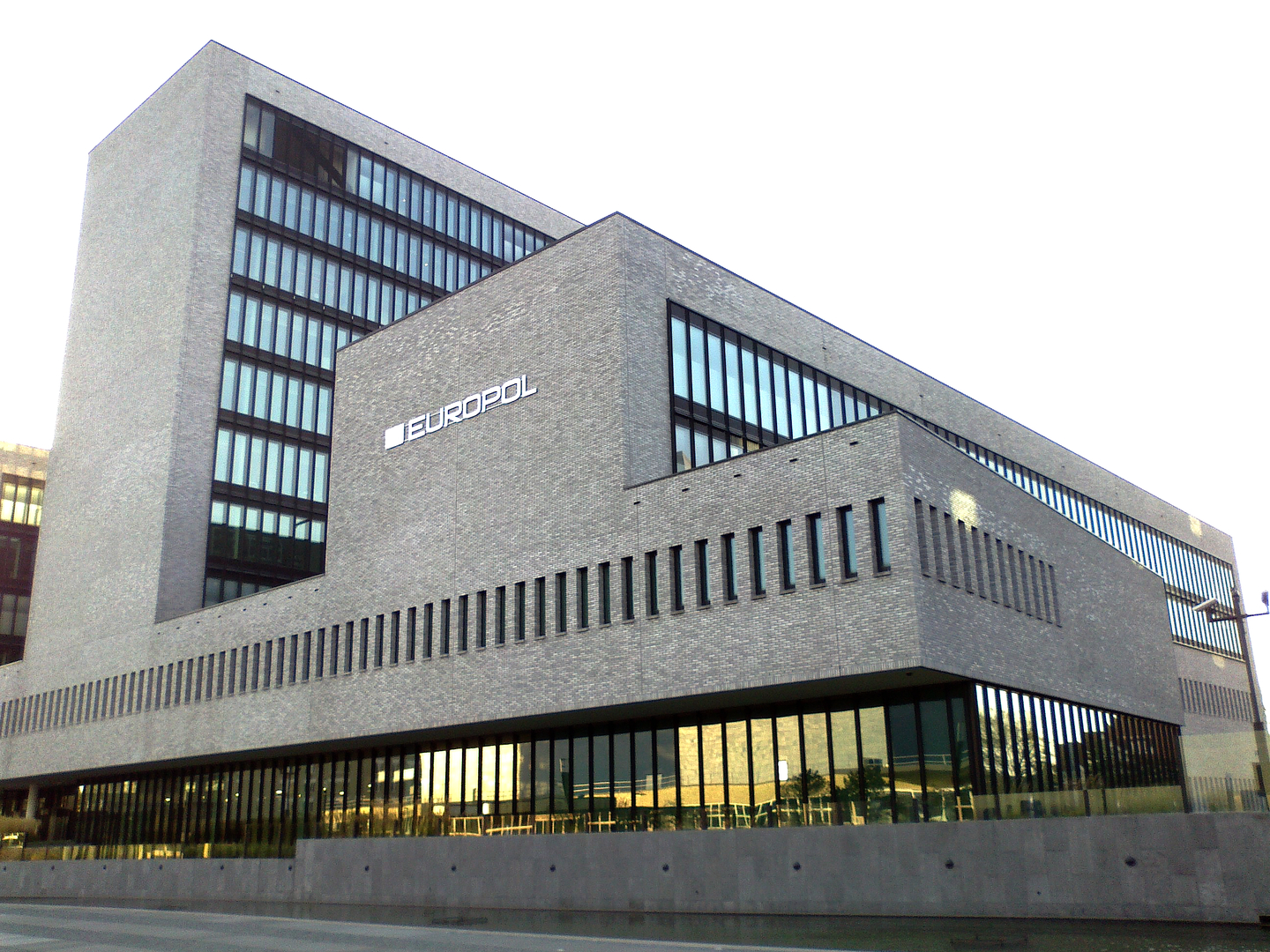
Europol